# Elizabeth Rodriguez
Elizabeth Rodriguez (Nova Iorque, 27 de dezembro de 1980) é uma atriz estadunidense, reconhecida por seus trabalhos na Broadway, conquistas no Tony Award e seu papel de Aleida Diaz em Orange Is the New Black.

## Filmografia

### Cinema
| Ano  | Título                | Papel                    |                |
| ---- | --------------------- | ------------------------ | -------------- |
| 1994 | Fresh                 | Consuela                 |                |
| 1995 | Dead Presidents       | Marisol                  |                |
| 1997 | I Think I Do          | Celia                    |                |
| 1998 | Return to Paradise    | Gaby                     |                |
| 2001 | Acts of Worship       | Jan                      |                |
| 2001 | Blow                  | Martha Oliveras          |                |
| 2005 | Four Lane Highway     | Sasha                    |                |
| 2006 | Miami Vice            | Gina Calabrese           |                |
| 2007 | Tracks of Color       | Sonia Martinez           | Curta-metragem |
| 2007 | On Bloody Sunday      | Older Isabelle           |                |
| 2008 | A Line in the Sand    | Martel                   |                |
| 2010 | Pound of Flesh        | Sargento Rebecca Ferraro |                |
| 2011 | All Things Fall Apart | Sra. Lopez               |                |
| 2013 | Side Effects          | Pharmacist               |                |
| 2013 | Tio Papi              | Cheeky                   |                |
| 2013 | Glass Chin            | Rita Sierra              |                |
| 2014 | The Drop              | Detetive Romsey          |                |
| 2015 | 11:55 Holyoke         | Angie                    |                |
| 2017 | Logan                 | Gabriela                 |                |

### Televisão
| Ano       | Título                            | Papel                |                                                                       |
| --------- | --------------------------------- | -------------------- | --------------------------------------------------------------------- |
| 1994      | Lifestories: Families in Crisis   | Erika                | Episódio: "POWER: The Eddie Matos Story"                              |
| 1994      | Law & Order                       | Elvira Juarez        | Episódio: "Old Friends"                                               |
| 1994-1995 | New York Undercover               | Gina                 | Papel recorrente (5 episódios)                                        |
| 1995      | New York News                     | Tanya                | Episódios: "Thin Line", "Broadway Joe"                                |
| 1995      | Inflammable                       | Tanya Santos         | Telefilme                                                             |
| 1995      | Law & Order                       | Caridad Montero      | Episódio: "Rebels"                                                    |
| 1995      | NYPD Blue                         | Amalia Lopez         | Episódio: "UnAmerican Graffiti"                                       |
| 1997      | Oz                                | Maritza Alvarez      | Episódios: "God's Chillin'", "Capital P"                              |
| 1998      | Trinity                           | Del Bianco           | Episódios: "In Loco Parentis", "Hang Man Down"                        |
| 1999-2001 | ER                                | Nurse Sandra         | 3 episódios                                                           |
| 2000      | NYPD Blue                         | Anita Rios           | Episódio: "Bats Off to Larry"                                         |
| 2001      | Just Shoot Me!                    | Maria                | Episódio: "Finch and the Fighter"                                     |
| 2001      | Six Feet Under                    | Sylvie               | Episódio: "Familia"                                                   |
| 2002      | Without Warning                   | Selena Sanchez       | Telefilme                                                             |
| 2002      | Third Watch                       | Sargento Chris Reyes | Episódio: "The Chosen Few"                                            |
| 2002-2003 | The Shield                        | Lita Valverde        | Episódios: "Cherrypoppers" and "The Quick Fix"                        |
| 2008-2009 | All My Children                   | Carmen Morales       | Papel recorrente, 56 episódios                                        |
| 2009      | Law & Order                       | Isabel Alvarez       | Episode: "Boy Gone Astray"                                            |
| 2009      | FlashForward                      | Ingrid Alvarez       | Episódio: "Playing Cards with Coyote"                                 |
| 2010      | Cold Case                         | Gina Lopresi         | Episode: "Bombers"                                                    |
| 2011-2012 | Prime Suspect                     | Det. Carolina Rivera | Series Regular, 5 episódios                                           |
| 2012      | Law & Order: Special Victims Unit | Carmen Vasquez       | Episódio: "Home Invasions"                                            |
| 2013-2019 | Orange Is the New Black           | Aleida Diaz          | temporadas 1-3 (recorrente) temporada 4 - presente (Elenco Principal) |
| 2014-2015 | Power                             | Paz Valdes           | Papel recorrente, 4 episódios                                         |
| 2014-2015 | Grimm                             | Special Agent Chavez | Papel recorrente, 5 episódios                                         |
| 2015-2016 | Fear The Walking Dead             | Liza                 | Séries regular                                                        |

### Teatro
| Título                                                   | Papel        |
| -------------------------------------------------------- | ------------ |
| Robbers by Lyle Kessler                                  | Cleo         |
| The Last Days of Judas Iscariot por Stephen Adly Guirgis | Saint Monica |
| Beauty of the Father por Nilo Cruz                       | Marina       |
| A View From 151st Street por Bob Glaudini                | Irene        |
| Unconditional by Brett C. Leonard                        | Jessica      |
| The Motherf*cker With the Hat por Stephen Adly Guirgis   | Veronica     |
| "Roger and Vanessa" por Brett C. Leonard                 | Vanessa      |
| "Den of Thieves" por Stephen Adly Guirgis                | Buchi        |
| "Unorganized Crime" por Kenny D'Aquila                   | Rosie        |
| "The Power of Duff" por Stephen Belber                   | Sue Raspell  |